# Willi Kauhsen

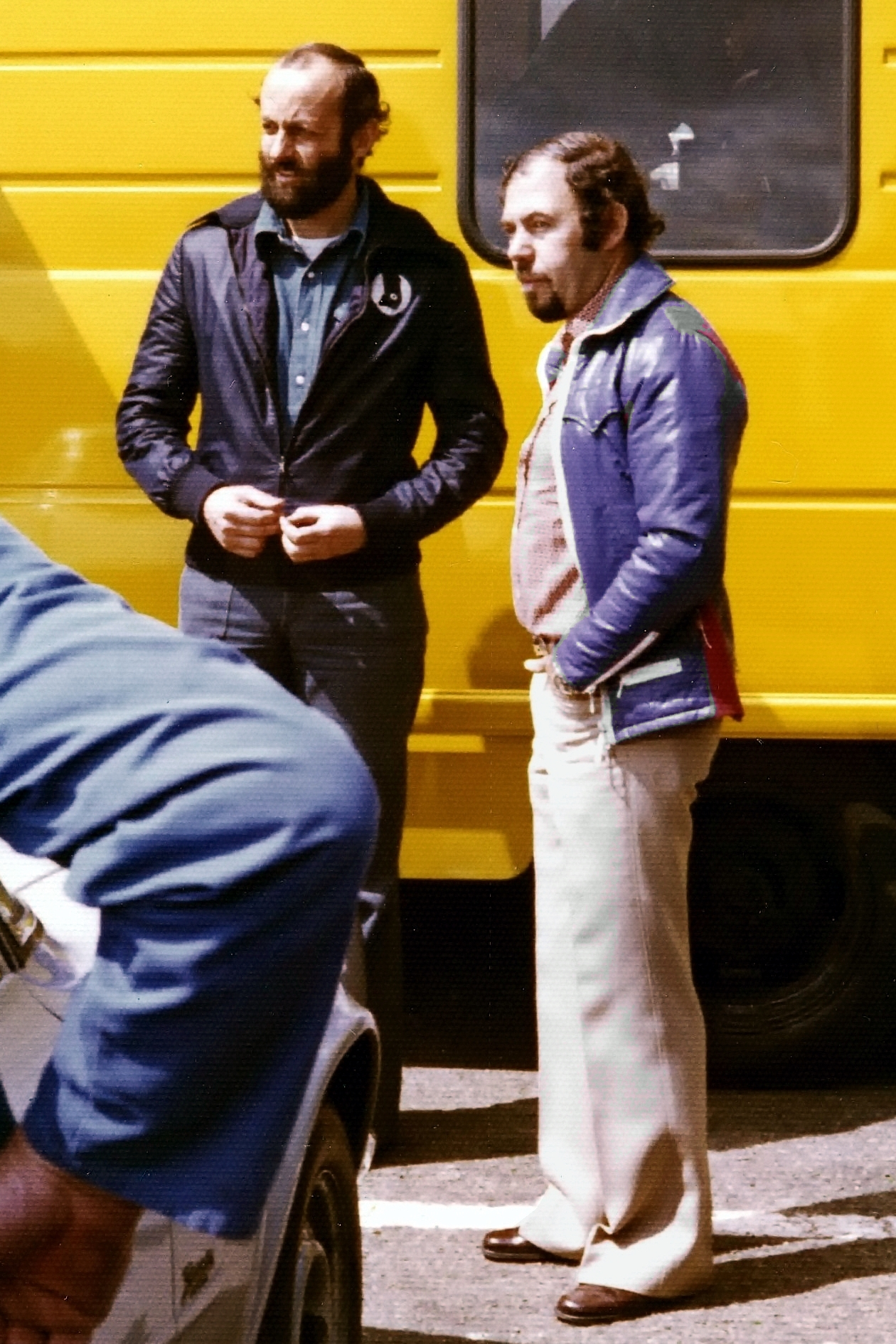
Willi Kauhsen (rechts) mit Henri Pescarolo 1975

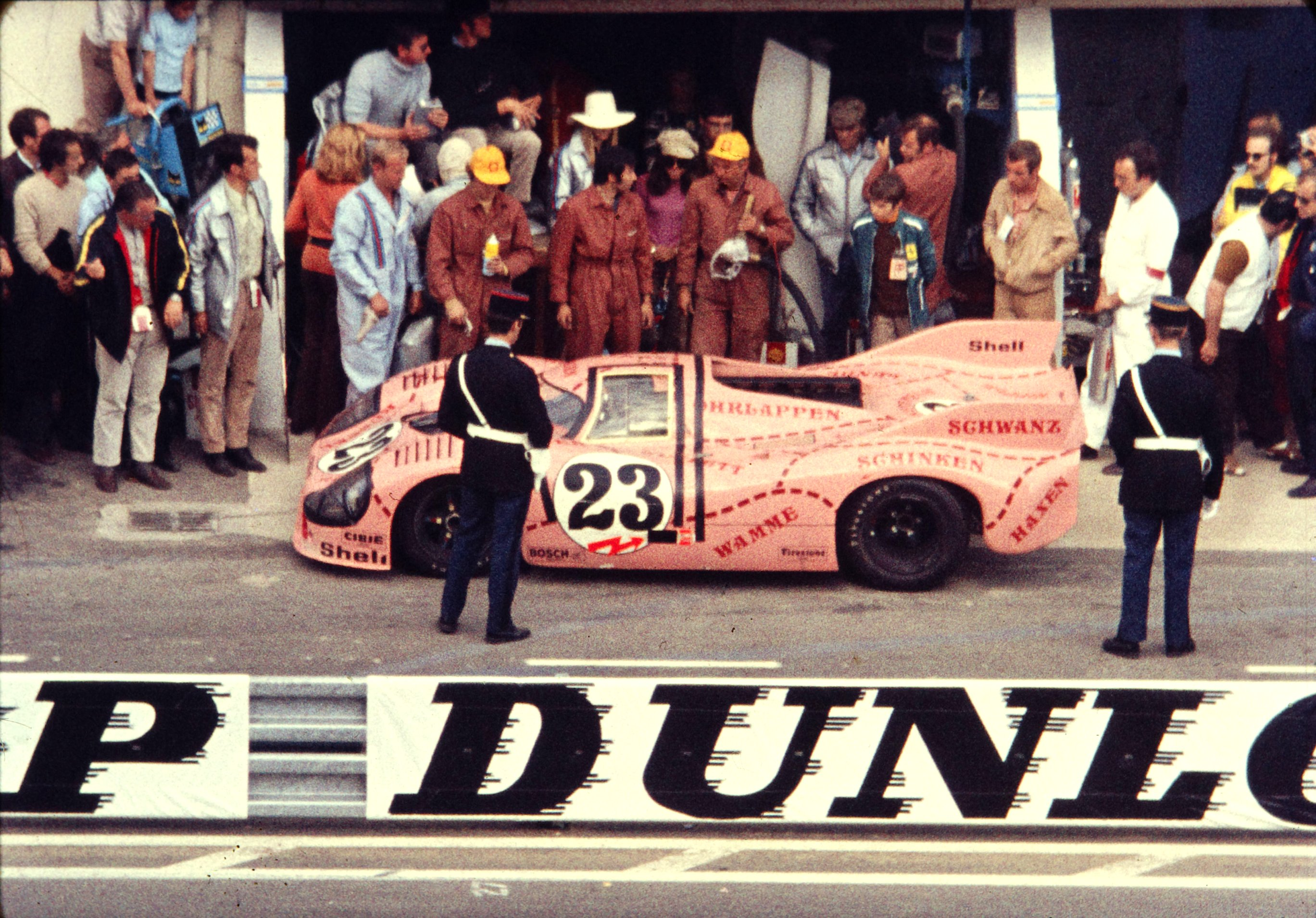
Der Porsche 917 „Die Sau“ beim Boxenstopp in Le Mans 1971

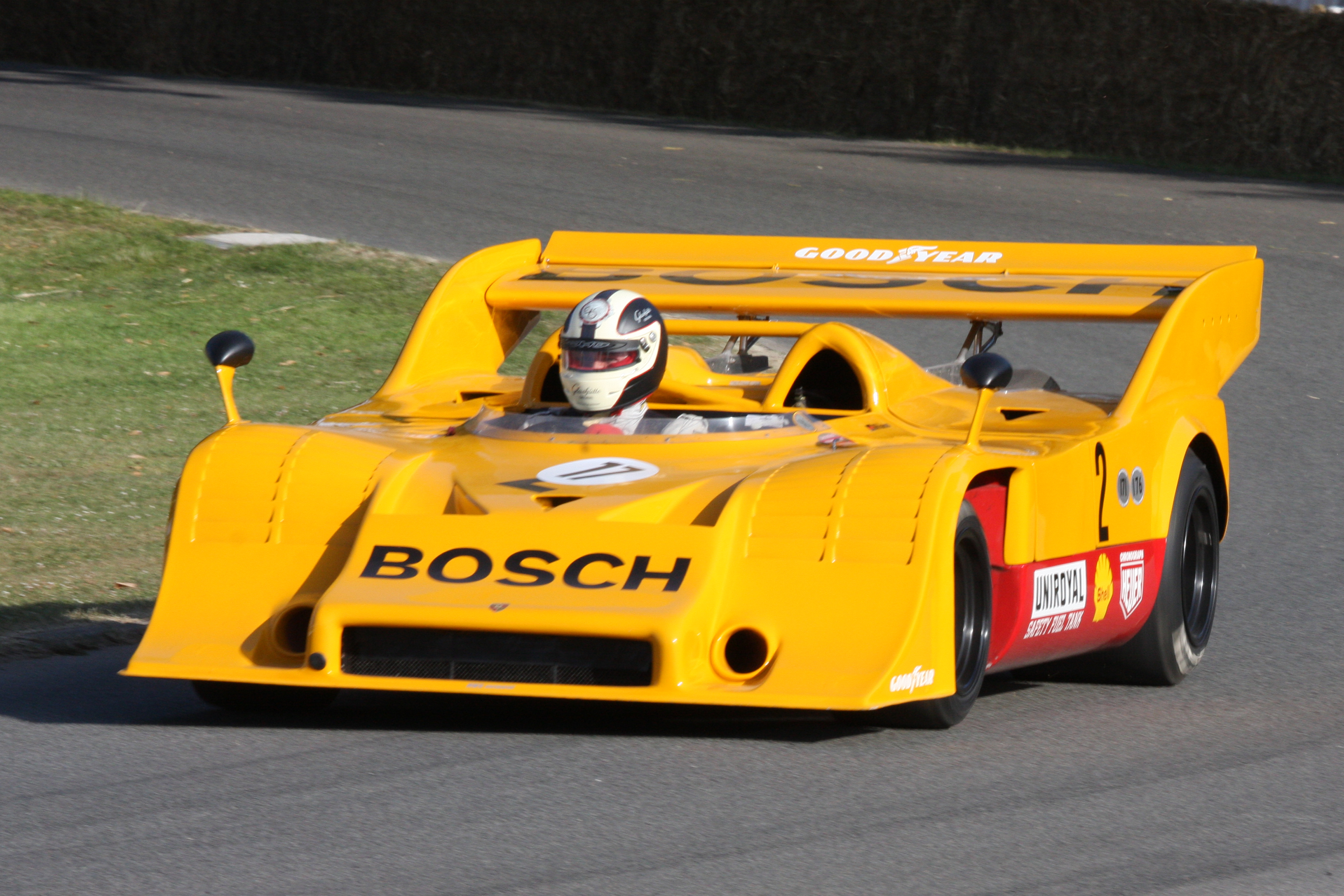
Willi Kauhsens Porsche 917/10

Willibert „Willi“ Kauhsen, auch Willy Kauhsen, (* 19. Mai 1939 in Eschweiler) ist ein ehemaliger deutscher Autorennfahrer und Rennstallbesitzer.

## Karriere als Rennfahrer
Willi Kauhsen war als Spediteur in Aachen tätig, als er 1964 mit dem Motorsport begann. Die ersten Einsätze waren sporadisch, typisch für einen Amateurrennfahrer. Er fuhr mit einem gebraucht erworbenen Porsche 356 B Super 90 und einem alten Morris Minor. Mit dem Minor gelang ihm 1965 die Teilnahme am 500-km-Rennen auf dem Nürburgring, einem Wertungslauf der Sportwagen-Weltmeisterschaft. Sein erster internationaler Start endete nach vier gefahrenen Runden wegen eines Fahrzeugdefekts.
Ab der Saison 1967 wurde das Engagement für den Rennsport intensiver und die Meldungen für verschiedene Rennveranstaltungen stiegen rasch an. Dieses Engagement führte in der Folge zur Aufgabe der Spedition und der Arbeit als Profi-Rennfahrer. Erfolge stellten sich schnell ein. Auf einem Fiat-Abarth 1000TC gewann er 1967 die Gesamtwertung der Division I. der Tourenwagen-Europameisterschaft, mit Siegen in Aspern. und Zolder.
1968 begannen die Rennen mit Fahrzeugen der Marke Porsche, die auch zur Zusammenarbeit als Fahrer mit dem Werksteam führten. Eine besondere Rennveranstaltung war der Marathon de la Route, der auf der Nord- und Südschleife des Nürburgrings ausgetragen wurde. 84 Stunden dauerte das Rennen, das besondere Handicaps hatte. Es gab für alle Wagen eine einheitliche Maximalfahrzeit pro Runde. Jede angefangene Minute die an den Boxen verbracht wurde, führte zum Abzug einer Runde. Ausgenommen waren die Stopps zum Wechseln der Fahrer. Für Reparaturen gab es einen Parkplatz vor dem Sporthotel. Pro 12 Stunden durfte eine halbe Stunde am Fahrzeug ohne Strafe repariert werden. Willi Kauhsen zählte neben Herbert Linge und Dieter Glemser zu dem Dreierteam, das 1968 im siegreichen Werks-Porsche 911S in 84 Stunden 356 Runden fuhr. Ein weiterer großer Erfolg dieses Jahres war der Gesamtsieg beim 24-Stunden-Rennen von Spa-Francorchamps. Teamkollegen im Porsche 911 S von Kremer Racing waren Helmut Kelleners und Teameigner Erwin Kremer.
Ab 1968 startete er regelmäßig in der Sportwagen-Weltmeisterschaft. Bald zeigte sich, dass die Qualitäten von Kauhsen vor allem in seiner Ausdauer und seinen hervorragenden Leistungen als Testfahrer lagen. Obwohl er an die schnellen Rundenzeiten der Porsche-Toppiloten wie Jo Siffert, Pedro Rodríguez, Vic Elford, Brian Redman, Hans Herrmann, Gerhard Mitter, Rolf Stommelen und Kurt Ahrens selten herankam, erhielt er immer wieder ein Werkscockpit. In Le Mans wurde er durch die besonderen Lackierungen der von ihm gefahrenen Porsche 917 bekannt. 1970 wurde er im „Hippie-917“ von Hans-Dieter Dechent mit Partner Gérard Larrousse Gesamtzweiter. Auch 1971 hatte sein 917 eine besondere Lackierung. Der Wagen war wegen seiner rosa Lackierung und den aufgezeichneten Fleischpartien, die Porsche-Designer Anatole Lapine erdachte, sehr auffällig und erhielt wegen der Gestaltung den Spitznamen „Die Sau“. Im Rennen fiel der Wagen an fünfter Position durch einen Unfall aus.

## Willi Kauhsen Racing Team
1972 machte sich Willi Kauhsen von Werkseinsätzen unabhängig und gründete ein eigenes Rennteam. Unterstützung erhielt er dabei vom damaligen Porsche-Rennleiter Rico Steinemann. Bei Porsche hatte man im Herbst 1971 die Porsche 917 Spyder mit leistungsstarken Turbo-Motoren versehen. Den für die nordamerikanische Can-Am-Serie aufgebauten 917/10 hätte 1972 Jo Siffert fahren sollen. Nach dessen Todessturz in Brands Hatch bot Steinemann den Wagen Kauhsen an, der diesen dankbar annahm. 1972 lieferte er sich einen spannenden Zweikampf mit Leo Kinnunen um den Gesamtsieg in der Interserie. Mit dem Sieg in Imola und sechs zweiten Plätzen beendete er die Saison als Gesamtzweiter. Als Fahrer blieb er bis zum Ablauf der Saison 1974 aktiv, dann konzentrierte er sich ganz auf die Leitung des Rennteams.
1975 konnte er von Autodelta die Alfa Romeo T33/TT/12 für den Einsatz in der Sportwagen-Weltmeisterschaft übernehmen. Mit den Fahrern Arturo Merzario, Jacques Laffite, Derek Bell, Henri Pescarolo und Jochen Mass gewann das Team sieben der neun Weltmeisterschaftsrennen und überlegen die Weltmeisterschaft.
Mit dem Beginn des Jahres 1976 verlegte Kauhsen die Rennaktivitäten in den Monopostosport. Nach Rennen in der Formel-2-Europameisterschaft versuchte er 1978 den Einstieg in die Formel-1-Weltmeisterschaft. Die Übernahme von Kojima Engineering scheitere 1978 ebenso, wie 1979 der Bau eines eigenen Rennwagens. Bevor das Engagement zum völligen finanziellen Desaster wurde, beendete Kauhsen nach dem Großen Preis von Belgien 1979 alle Rennaktivitäten.

## Trivia
Am 3. April 1973 pilotierte Willi Kauhsen einen Porsche 917/10 TC bei winterlichen Bedingungen über die Nordschleife des Nürburgrings. Auf dem Beifahrersitz, der eigentlich nicht für den Personentransport gedacht, sondern nur wegen des Reglements montiert ist (und über keinen Sicherheitsgurt verfügte), saß der damalige deutsche Bundespräsident Gustav Heinemann. Da es für derartige Rennwagen keine Winterreifen gibt, wurden lediglich Regenreifen aufgezogen. Ein Mannschaftswagen der Polizei, der vorher die Strecke inspizieren sollte, drehte sich im Streckenabschnitt Brünnchen und kam von der Strecke ab. Als der später gestartete Kauhsen die Unfallstelle in zügiger Fahrt erreichte, konnte er noch rechtzeitig bremsen, der Wagen drehte sich ebenfalls, zeigte aber blitzschnell wieder in Fahrtrichtung, fuhr weiter und der prominente Fahrgast schien die brenzlige Situation überhaupt nicht als solche erkannt zu haben. Heinemann genoss die Fahrt und wünschte eine zweite Runde, die aber nicht genehmigt wurde.

## Statistik

### Le-Mans-Ergebnisse
| Jahr | Team                         | Fahrzeug       | Teamkollege      | Platzierung | Ausfallgrund     |
| ---- | ---------------------------- | -------------- | ---------------- | ----------- | ---------------- |
| 1969 | Porsche System Engineering   | Porsche 908L   | Rudi Lins        | Ausfall     | Kupplungsschaden |
| 1970 | Martini International Racing | Porsche 917L   | Gérard Larrousse | Rang 2      |                  |
| 1971 | Martini Racing Team          | Porsche 917/20 | Reinhold Joest   | Ausfall     | Unfall           |

### Einzelergebnisse in der Sportwagen-Weltmeisterschaft
| Saison | Team                                      | Rennwagen                           | 1   | 2   | 3   | 4   | 5   | 6   | 7   | 8   | 9   | 10  | 11  | 12  | 13  | 14  | 15  | 16  | 17  | 18  | 19  | 20  |
| ------ | ----------------------------------------- | ----------------------------------- | --- | --- | --- | --- | --- | --- | --- | --- | --- | --- | --- | --- | --- | --- | --- | --- | --- | --- | --- | --- |
| 1965   | Willi Kauhsen                             | Morris Minor                        | DAY | SEB | BOL | MON | MON | RTT | TAR | SPA | NÜR | MUG | ROS | LEM | REI | BOZ | FRE | CCE | OVI | NÜR | BRI | BRI |
| 1965   | Willi Kauhsen                             | Morris Minor                        |     |     |     |     |     |     |     |     |     |     |     |     |     |     | DNF |     |     |     |     |     |
| 1966   | Abarth Deutschland                        | Fiat-Abarth 1000                    | DAY | SEB | MON | TAR | SPA | NÜR | LEM | MUG | CCE | HOK | SIM | NÜR | ZEL |     |     |     |     |     |     |     |
| 1966   | Abarth Deutschland                        | Fiat-Abarth 1000                    |     |     |     |     |     |     |     |     | 8   |     |     |     |     |     |     |     |     |     |     |     |
| 1967   | Abarth Abarth Deutschland                 | Abarth 1300 OT Fiat-Abarth 1000     | DAY | SEB | MON | SPA | TAR | NÜR | LEM | HOK | MUG | BRH | CCE | ZEL | OVI | NÜR |     |     |     |     |     |     |
| 1967   | Abarth Abarth Deutschland                 | Abarth 1300 OT Fiat-Abarth 1000     |     |     |     |     |     | DNF |     |     |     |     |     |     |     | DNF |     |     |     |     |     |     |
| 1968   | IGFA Karl von Wendt                       | Porsche 906 Porsche 910             | DAY | SEB | BRH | MON | TAR | NÜR | SPA | WAT | ZEL | LEM |     |     |     |     |     |     |     |     |     |     |
| 1968   | IGFA Karl von Wendt                       | Porsche 906 Porsche 910             |     |     |     | 16  | 7   | 12  | 21  |     | 5   |     |     |     |     |     |     |     |     |     |     |     |
| 1969   | German BG Racing Porsche Porsche Salzburg | Porsche 907 Porsche 908             | DAY | SEB | BRH | MON | TAR | SPA | NÜR | LEM | WAT | ZEL |     |     |     |     |     |     |     |     |     |     |
| 1969   | German BG Racing Porsche Porsche Salzburg | Porsche 907 Porsche 908             |     |     | DNF | 4   | DNF | 5   | DNF |     | 6   |     |     |     |     |     |     |     |     |     |     |     |
| 1970   | Kremer Racing Martini Racing              | Porsche 911 Porsche 908 Porsche 917 | DAY | SEB | BRH | MON | TAR | SPA | NÜR | LEM | WAT | ZEL |     |     |     |     |     |     |     |     |     |     |
| 1970   | Kremer Racing Martini Racing              | Porsche 911 Porsche 908 Porsche 917 |     |     |     | DNF |     |     | 6   | 2   |     |     |     |     |     |     |     |     |     |     |     |     |
| 1971   | Auto Usdau Strähle KG Martini Racing      | Porsche 917 Porsche 914             | BUA | DAY | SEB | BRH | MON | SPA | TAR | NÜR | LEM | ZEL | WAT |     |     |     |     |     |     |     |     |     |
| 1971   | Auto Usdau Strähle KG Martini Racing      | Porsche 917 Porsche 914             |     |     |     | 6   | 7   | 4   | 13  | 6   | DNF |     |     |     |     |     |     |     |     |     |     |     |
| 1972   | Reinhold Joest Roserath                   | Porsche 908 Porsche 911             | BUA | DAY | SEB | BRH | MON | SPA | TAR | NÜR | LEM | ZEL | WAT |     |     |     |     |     |     |     |     |     |
| 1972   | Reinhold Joest Roserath                   | Porsche 908 Porsche 911             |     |     |     |     |     | DNF |     | 12  |     |     |     |     |     |     |     |     |     |     |     |     |
| 1973   | Porsche                                   | Porsche Carrera RSR                 | DAY | VAL | DIJ | MON | SPA | TAR | NÜR | LEM | ZEL | WAT |     |     |     |     |     |     |     |     |     |     |
| 1973   | Porsche                                   | Porsche Carrera RSR                 |     | 7   |     |     |     |     | DNF |     |     |     |     |     |     |     |     |     |     |     |     |     |
| 1974   | Kremer Racing Joest Racing                | Porsche Carrera RSR Porsche 908     | MON | SPA | NÜR | IMO | LEM | ZEL | WAT | LEC | BRH | KYA |     |     |     |     |     |     |     |     |     |     |
| 1974   | Kremer Racing Joest Racing                | Porsche Carrera RSR Porsche 908     | 14  | 5   | 16  |     |     | DNF |     |     |     |     |     |     |     |     |     |     |     |     |     |     |